# Acanthodactylus opheodurus
Acanthodactylus opheodurus este o specie de șopârle din genul Acanthodactylus, familia Lacertidae, ordinul Squamata, descrisă de Arnold 1980. A fost clasificată de IUCN ca specie cu risc scăzut. Conform Catalogue of Life specia Acanthodactylus opheodurus nu are subspecii cunoscute.